# Minsk Ice Palace
Minsk Ice Palace je sportovní stadion v Minsku, kde hraje domácí zápasy Keramin Minsk. Jeho kapacita dosahuje 1826 míst. Stadion byl vybudován v roce 1998.